# Облегчённый немецкий язык
Облегчённый немецкий язык (нем. Leichte Sprache) — регламентированный вариант немецкого языка, отличающийся упрощённой грамматикой, особыми правилами правописания и использования. Упрощённый язык служит для легкого понимания текстов людьми, которые по тем или иным причинам плохо владеют немецким языком. Свод правил упрощенного немецкого языка опубликован объединением Netzwerk Leichte Sprache, существующим с 2006 года.

## Цели использования
Около 40 % населения Германии имеют проблемы с чтением и письмом на немецком языке. В основном это люди с ограниченными возможностями, люди, имеющие трудности в обучении, страдающие когнитивными расстройствами или плохо владеющие письменным и устным стандартным немецким языком. Используя облегченный немецкий язык, они могут получать информацию от государственных органов и СМИ, читать книги. Тем самым достигается равный для всех членов общества доступ к информации, обеспечивается возможность участия большего количества граждан в политической и общественной жизни Германии.

## Правила
Основные языковые принципы, установленные Netzwerk Leichte Sprache.

### Синтаксис и лексика
- используются простые слова и короткие предложения
- каждое предложение содержит только одно утверждение
- используется только активный залог
- предложение строится по схеме подлежащее+сказуемое+дополнение
- не используется сослагательное наклонение
- вместо родительного падежа (Genitiv) используется сочетание с предлогом «von», указывающим на принадлежность
- не используются редко встречающиеся синонимы общеупотребимых слов, а также отрицания и сокращения
- большие цифры должны быть заменены на понятия «много», «мало», «большой», «маленький» и др.

### Правописание
- в сложносоставных словах простые основы отделяются друг от друга точками или дефисами

### Правила для типографий и медиа
- не используются заглавные буквы и курсив
- тексты имеют четкую структуру
- каждое предложение пишется на отдельной строке
- тексты выровнены по левому краю
- используются точки маркер списка
- изображения служат для лучшего понимания текста
- не используются абстрактные термины
- не используются средства художественной выразительности
- поясняется значение иностранных слов и специальной лексики
- облегченный немецкий язык создан, в первую очередь, для взрослых, поэтому приветствуется использование «Вы» при вежливом или официальном обращении к одному лицу.

## Отличия от упрощенного языка
Упрощенный немецкий язык (нем. Einfache Sprache) предназначен для людей с плохими навыками чтениями. К этой категории относятся малограмотные взрослые: функционально неграмотные, люди с низким уровнем образования, те, для кого немецкий не является родным языком. Тексты на упрощенном немецком на первый взгляд выглядят как обычные. Предложения четко структурированы, содержат одно-два утверждения, состоят не более чем из 15 слов.
В свою очередь, тексты на облегченном немецком языке делятся на абзацы по принципу «один смысл — одна строка», предложения содержат не более восьми слов, которые разделены дефисами на компоненты. Можно сказать, что облегченный язык — это следующий после упрощенного немецкого уровень изменения языка.

## Исследования и проекты
В 70-е годы XX века в Америке выступили с идеей, что люди с ограниченными возможностями могут вести более самостоятельную жизнь, если их права будут лучше реализовываться. Через 20 лет об этом заговорили и в Германии. В 2001 году впервые появилось объединение, поставившее своей целью адаптацию стандартного языка для людей с проблемами с чтением.
Первая компания по переводу и написанию текстов на облегченном немецком языке появилась в 2004 году в Бремене. В 2006 году было создано объединение Netzwerk Leichte Sprache, в котором трудятся немецкоговорящие жители Германии, Австрии, Италии, Швейцарии и Люксембурга. Объединение способствует внедрению облегченного языка на различных общественных уровнях.
В 2014 году в Институте переводческой науки и специализированных коммуникаций в Хильдесхайме (нем. Institut für Übersetzungswissenschaft und Fachkommunikation) был открыт центр по исследованию облегченного языка с точки зрения лингвистики и перевода. Центр активно поощрял его использование в административной сфере и в бизнесе.
В Лейпцигском университете с октября 2014 года в течение трех лет реализовывался проект «Облегченный немецкий в профессиональной жизни» (нем. Leichte Sprache im Arbeitsleben — LeiSA). Он был посвящен изучению того, как облегчённый язык способен вовлечь людей с проблемами в обучении и плохо владеющих немецким в трудовую деятельность.
В Германии государственным органам в соответствии со статьей 11 Закона о равенстве инвалидов (нем. Behindertengleichstellungsgesetz) рекомендовано все чаще предоставлять информацию на облегченном языке.

## Практическое применение
Облегченный немецкий язык используется работниками органов государственной власти, частных компаний и учреждений по оказанию помощи людям с ограниченными возможностями, журналистами и сотрудниками издательств. Разделы на облегченном немецком языке имеют все сайты министерств, федеральных учреждений, различных организаций и компаний Германии, сайт Немецкого исторического музея, сайты парламентов Австрии и Швейцарии и т.д.
Информацию на облегченном языке публикуют газета «Augsburger Allgemeine», австрийское информационное агентство АРА (нем. Austria Press Agency), австрийская телерадиокомпания ORF (нем. Österreichischer Rundfunk), немецкая «Ежедневная газета» (нем. Die Tageszeitung), общественные телерадиокомпании NDR (нем. Norddeutscher Rundfunk — «Северогерманское телерадиовещание»), WDR (нем. Westdeutscher Rundfunk — «Западно-немецкое вещание»), MDR (нем. Mitteldeutscher Rundfunk — «Средненемецкое телерадиовещание»).
Кроме того, студенты из Кельна разработали идею новостного сайта полностью на облегченном языке. При поддержке немецкой общенациональной общественной радиостанции DLF (нем. Deutschlandfunk — «Вещание Германии») был открыт интернет-портал https://www.nachrichtenleicht.de/.
Чтением и оценкой текстов на облегченном немецком, предназначенных для публикации, занимаются люди с проблемами с чтением. Это способствует их трудоустройству и вовлечению в общественную жизнь.

## Критика
СМИ и представители общественности неоднократно отмечали, что в текстах на облегченном языке, в котором нет родительного падежа, придаточных предложений, сослагательного наклонения, специальных терминов и даже больших цифр, теряются причинно-следственные связи, искажается смысл, страдает объективность и исчезает полнота информации. Газета «Frankfurter Allgemeine Zeitung» приводит в пример описание пожаров в Португалии в 2017 году изданием «Augsburger Allgemeine» в статье на облегченном языке. Журналисты, преследуя цель упростить новость для людей с ограниченными возможностями, назвали причиной возгораний только летнюю жару, без упоминания масштабных насаждений эвкалипта, которые изменили экосистему и стали реальной причиной стихийного бедствия.
Райнер Бремер, социолог и педагог из Бременского университета, отметил, что публикуемые государственными органам на облегченном немецком отчеты о работе, не помогают людям с ограниченными возможностями ориентироваться в политической и социальной жизни страны. Кроме того, эти тексты могут быть настолько упрощены, что могут показаться оскорбительными для инвалидов и людей с проблемами с чтением, а это нивелирует морально-нравственный аспект создания и использования облегченного языка.
В 2017 году журналист Альфред Дорфер написал для сайта немецкой газеты «Die Zeit» критическую статью с элементами пародии на ежедневный рейтинг новостей, который австрийская телерадиокомпания ORF (нем. Österreichischer Rundfunk) составляет на облегченном языке. Однако после негативных комментариев и обвинений в дискриминации он извинился перед теми, кому необходимы тексты на облегченном немецком. Извинения издание поместило после статьи.
Критику вызывает также перевод на облегченный язык религиозных книг. В частности, библейские тексты после адаптации теряют свою одухотворенность и возвышенность. Так, например, Благовещение Пресвятой Деве Марии:
Архангел Гавриил говорит:
Мария, у тебя скоро будет ребёнок.
Мария удивляется. Она спрашивает:
Откуда у меня будет ребёнок?
Я же не сплю с Иосифом.
Гавриил отвечает:
Ребёнок не от Иосифа.
Ребёнок от Бога.

## Проект «Ясный язык» в Белоруссии
Не так давно в Белоруссии был запущен проект «Ясный язык» по созданию безбарьерной коммуникационной среды. В рамках него уже были проведены первые тренинги для людей с умственными ограничениями, где они учились работать с текстом и оценивать, насколько он доступен для них. Затем будут разрабатывать методики использования «ясного языка», в партнерстве с Институтом инклюзивного образования БГПУ им. М. Танка. В итоге планируется, что «Ясный язык» будут использовать 20 государственных и негосударственных организаций из сферы соцзащиты, образования Минской, Брестской и других областей. В городе Орши Оршанского района Витебской области результатом плодотворной деятельности группы экспертов-оценщиков уже стали листовки и буклеты на «ясном языке», информационный стенд при входе в здание территориального центра.
Проект реализует ОО "Белорусская ассоциация помощи детям-инвалидам и молодым инвалидам" в партнерстве с Обществом поддержки людей с умственными ограничениями в Чешской Республике и негосударственной инициативой «Группа по оказанию помощи пострадавшим от радиации белорусским детям при Евангельской общине Берлин-Кепеник». Проект осуществляется при содействии Программы поддержки Беларуси (ППБ). Программа поддержки Беларуси реализуется Дортмундским международным образовательным центром (IBB Dortmund) по поручению Министерства экономического сотрудничества и развития (BMZ) и Германского общества по международному сотрудничеству (GIZ).